# 白線章魚
白線章魚（学名：Amphioctopus aegina），又名砂蛸、沙蛸，为章魚科雙章魚屬下的一个种。

## 扩展阅读
- 維基物種上的相關：白線章魚